# Dominique Benicheti
Dominique Benicheti (s'écrit aussi Benichetti depuis 2005), né le 16 mai 1943 dans le 17e arrondissement de Paris et mort le 29 juillet 2011 dans le 18e arrondissement de Paris, est un réalisateur, auteur, producteur français.
Il a réalisé plus de 35 films documentaires, scientifiques, institutionnels et d’animation ainsi que des films annonces pour le cinéma et le théâtre. Il a été un spécialiste des films grands formats et formats spéciaux. Passionné de musique, d’architecture et de science, pianiste amateur, sa préoccupation cinématographique principale a été d’exprimer par le son et l’image ce que les mots ne peuvent pas dire.

## Biographie
En 1963, Dominique Benicheti est diplômé de l'École nationale supérieure des arts appliqués et des métiers d'art (ENSAAMA), en 1964 de l'École nationale supérieure des beaux-arts (ENSBA), puis en 1965 de l'Institut des hautes études cinématographiques (IDHEC aujourd’hui FEMIS) en section Dessin animé et film d’animation.
Jusqu'en 1970, il travaille comme opérateur de prise de vue banc-titre à l'ORTF. Huit ans plus tôt, encore étudiant, il avait remporté le concours ouvert aux élèves des écoles artistiques parisiennes pour la création du nouvel indicatif visuel de la télévision française,.
En avril 1968, il commence le tournage de son court-métrage Cousin Jules en 35 mm Techniscope et son stéréophonique. Puis il décide d'en faire un long-métrage. Il termine le tournage en mars 1973 et titre son film Le Cousin Jules,. Il obtient, la même année, le prix spécial du jury au Festival international du film de Locarno.
En 1974, il part pour les États-Unis où il est appelé pour enseigner, pendant deux ans, la réalisation de films documentaires à l'université Harvard. Les trois années suivantes, il est associé de recherche au département de physique expérimentale pour l'ingeneering d'un androïde à usage télévisuel. Il a également initié, à partir de 1990, un programme d’enseignement de l’astronomie en vidéo à l’usage des élèves et professeurs des universités américaines, au Harvard-Smithsonian Center for Astrophysics.
En parallèle de ses activités aux États-Unis, il produit et réalise de nombreux films avec la société de production Rytmafilm qu'il a créé en 1973 rue Condorcet dans le 9e arrondissement de Paris. Il signe alors en tant que producteur ou réalisateur de nombreux films d’animation, des films publicitaires, des films médicaux et institutionnels. Rytmafilm devra cesser son activité sur décision de justice au début des années 1990.
En octobre 1991, Dominique Benicheti inaugure un cours pratique de cinéma documentaire à l’Université Paris-VIII : L'Atelier du réel.
Durant les années 1990, il devient consultant technique sur des films en relief et des films de grands formats produits pour le Parc du Futuroscope. Il co-réalise un documentaire en 70 mm, 48 images par seconde, sur le Poitou et réalise, La Fable et le Relief, une vidéo de 6 min pour la pré-salle de l’Imax 3D afin d’expliquer au public la perception physiologique du relief, qui est l’un de ses intérêts principaux au cinéma.
Cumulant activité de technicien et d'écriture, il réalise en 1994, Le prix de la Liberté, pour le cinquantenaire du débarquement allié de juin 1944 en Normandie. Monté avec des images d'archives et des images tournées en 35 mm, ce documentaire de 20 min est diffusé à 360° avec 9 projecteurs. Une salle circulaire a été spécialement construite pour l'occasion à Arromanches. Le prix de la liberté aura été vu par plus de 3 millions de spectateurs en 2008.
Peu après, avec le soutien du producteur Patrick Besenval, il commence le tournage d'un long métrage 35 mm en relief, Pathé-Baby, qui mélange fiction et réalité. Il travaille également à la réalisation de La Grotte Chauvet en relief double 70 mm 5 perforations . Pour cette production, dont l'objectif est de dévoiler le lieu récemment découvert, il est inimaginable d'utiliser des projecteurs de cinéma dont la chaleur et la puissance d'éclairage pourraient endommager la grotte et ses peintures préhistoriques, vieilles de 33 000 ans. En conséquence, avec le concours d'Olivier Gillon, il conçoit et construit, pour la caméra, un système de commande unique au monde qui permet de filmer avec des temps d'exposition très longs en stop motion.
En 1997, il écrit et réalise La Revole, première comédie musicale française en relief, tournée en double 70 mm 5 perforations. Alain Derobe signe l'image et la stéréoscopie de ce film de 20 min pour le Hameau du Vin de Georges Duboeuf dans le Beaujolais.
À partir des années 2000, en plus de son travail d'écriture de scénarios, pour lesquels il dessine à chaque fois le storyboard, Dominique Benicheti collabore de plus en plus quotidiennement avec le Laboratoire Arane, rue Madame de Sanzillon à Clichy.  Devenu le seul laboratoire en Europe spécialiste des films 70mm et formats spéciaux, Arane-Gulliver fermera définitivement ses portes le 30 novembre 2014. Avec Jean-René Failliot qu'il connait depuis les années 1980, Dominique Benicheti a participé activement à l'installation et au développement technique des machines et des outils du laboratoire. Il a ainsi amélioré les outils existants et en a assuré l'entretien. Il a inventé et fabriqué des machines pour le 70 mm et les formats spéciaux. Par exemple, pour le tirage de film, il a conçu et construit un batteur (système d'entraînement de film) 65 - 70mm multi-fonctions pour les formats 4, 5, 8, 10 et 15 perforations.
En avril 2005, il change d'état civil et ajoute un T à son nom de famille. Il signe dorénavant son travail Dominique Benichetti.
En 2009, il réalise L'Odyssée magique, un conte de fée documentaire de 20 min, tourné en 70 mm 8 perforations en Auvergne, Islande, Guyane, États-Unis et Viêt Nam pour le parc Vulcania. Cette même année, il commence la restauration de son premier long-métrage, Le Cousin Jules, qu'il souhaite voir remastériser en relief. En juillet, il part à Hollywood aux Gower Studios (ex-Columbia) où il est appelé pour être stéréographe consultant sur un film musical de 7 min en 3D relief.
Dominique Benicheti meurt à 68 ans, à Paris, dans le 18e arrondissement. 

## Filmographie sélective

### Réalisateur dans les formats spéciaux
- Le Prix de la liberté : film de 20 min en 360° en 35 mm – Musée du Débarquement d’Arromanches.
- La Revole : comédie musicale de 20 min en 35 mm relief – Hameau du vin Georges Duboeuf.
- Poitou : (co-réalisateur) film de 20 min en 70 mm 48 images par seconde – Futuroscope.
- La Grotte Chauvet : film en relief double 70 mm 5 perforations.
- Pathé-Baby : long-métrage de fiction en 35 mm relief – inachevé.
- Little Lady Chip : scénario de long-métrage de fiction.
- 2009 : L'Odyssée magique : film de 20 min en 70 mm 8 perforations – Vulcania.

### Réalisateur
- 1972 : Le Cousin Jules, documentaire sur un forgeron de 80 ans.
- Atout risque, documentaire sur les accidents de l’enfance pour le Ministère de la Santé.
- Comètes / Particules : 35 mm couleur. Deux dessins animés pour la Cité des Sciences de la Villette. Festival international du film d’animation d’Annecy (1985).
- Le Bruit... c'est la vie ?, documentaire sur les effets psychologiques et physiologiques du bruit pour le Ministère de l’Environnement.
- Vendeur de rêves, documentaire sur les feux d'artifice.
- Journal image par image, documentaire sur le travail de Paul Dopff en cinéma d'animation avec des enfants au CNAC Centre Georges-Pompidou à Paris.
- Light Games : vidéo de 30 min montrant cinq expériences sur la loi du carré inverse de la lumière pour Harvard University.
- La Fable et le Relief : vidéo de 6 min sur la stéréoscopie pour le Futuroscope.